# مدينة التناقضات
مدينة التناقضات (بالفرنسية: Contras'City)‏ هو فيلم وثائقي قصير سنغالي أخرجه وكتبه جبريل ديوب مامبيتي وصدر عام 1969.

## القصة
الفيلم عبارة عن فيلم وثائقي خيالي يُصور مدينة داكار عاصمة السنغال، بينما تدور مُحادثة بين رجل سنغالي (المُخرج جبريل ديوب مامبيتي) وامرأة فرنسية (إنجي هيرشنيتز). يُسافر الاثنان عبر المدينة في عربة يجرها حصان، تندفع بشكل فوضوي إلى هذا الحي الشعبي في العاصمة ، وتنكشف التباينات والتناقضات واحدة بعد الأُخرى : مُجتمع أفريقي صغير ينتظر عند باب الكنيسة، المسلمون يُصلون على الرصيف، المباني الحكومية المبنية وفقا لطراز الروكوكو المعماري، المتاجر المُتواضعة للحرفيين بالقرب من السوق الرئيسي.

## روابط خارجية
مدينة التناقضات على موقع IMDb (الإنجليزية)
- مدينة التناقضات على موقع فيلمافينيتي (الإسبانية)
- مدينة التناقضات على موقع قاعدة بيانات الفيلم (الإنجليزية)
- مدينة التناقضات على موقع ليتربوكسد (الإنجليزية)
- مدينة التناقضات على موقع كينوبويسك (الروسية)